# Montagnol
Montagnol är en kommun i departementet Aveyron i regionen Occitanien i södra Frankrike. Kommunen ligger  i kantonen Camarès som ligger i arrondissementet Millau. År 2022 hade Montagnol 147 invånare.

## Befolkningsutveckling
Antalet invånare i kommunen Montagnol
Referens: INSEE